# The Doors (album)
The Doors er titlen på det amerikanske rockband The Doors' første plade, udgivet i 1967. Pladen indeholdt bl.a. nummeret Light My Fire, som blev bandets første store hit, da det blev nummer 1 på den amerikanske Billboard Liste i 1967. Pladen indeholdt også andre af The Doors store hits, bl.a. Break On Through (To The Other Side) og The End.

## Track liste
1. "Break On Through (To the Other Side – 2:30
2. "Soul Kitchen – 3:35
3. "The Crystal Ship – 2:34
4. "Twenieth Century Fox – 2:33
5. "Alabama Song – 3:20
6. "Light My Fire – 7:08
7. "Back Door Man – 3:34
8. "I Looked at You – 2:22
9. "End Of the Night – 2:52
10. "Take It as It Comes – 2:18
11. "The End – 11:44